# Hemur Enge
Hemur Enge is een Nederlandse korfbalvereniging uit Amerongen, Leersum en Elst. De vereniging telt circa 110 leden.
Tijdens het veldseizoen maakt Hemur Enge gebruik van de faciliteiten op Sportpark de Burgwal in Amerongen, hier staat ook de eigen kantine, genaamd de Fluit. Tijdens het zaalseizoen speelt men in sporthal "de Ploeg", onderdeel van de Allemanswaard, ook gelegen in Amerongen.

## Historie
In 1961 begonnen met uitsluitend een seniorenteam is Hemur Enge uitgegroeid tot een vereniging met 110 leden en twaalf teams.
Er werd al eerder korfbal gespeeld in Amerongen voor de Tweede Wereldoorlog op een terrein bij de huidige Kievit. AKC (Amerongse Korfbal Club) vertegenwoordigde korfbal in het vooroorlogse Amerongen. In 1930 fuseerde AKC met de korfbalvereniging uit Leersum, TOG, tot HDS (Hoger Door Samenwerking). De sport kwam ten tijde van de oorlog stil te liggen en na de Tweede Wereldoorlog kwam HDS alleen terug met de voetbaltak.
In 1961 werd korfbal opnieuw in Amerongen uitgevonden op 29 september werd Hemur Enge opgericht. Hemur Enge startte met één seniorenteam en maakte gebruik van de accommodatie van voetbalclub DVSA, maar eind jaren zeventig heeft de vereniging met behulp van eigen mensen het huidige clubgebouw ‘De Fluit’ gebouwd. Uiteraard in de vorm van een tabaksschuur, zoals veel wordt gezien in de streek.
Tot aan 2008 werd er gespeeld op de grasvelden van de Burgwal, maar inmiddels beschikt Hemur Enge over drie kunstgrasvelden. Deze velden worden gedeeld met hockeyclub de Haaskamp.
Het zaalseizoen werd bij gebrek aan een sporthal in Amerongen afgewikkeld in het Gastland in Rhenen. Vanaf 1980 vond Hemur Enge onderdak in sporthal De Ploeg, welke nu onderdeel is van de Allemanswaard.
Hemur Enge staat bekend om zijn sterke gemeenschapssfeer en de betrokkenheid van de leden en vrijwilligers. Dit blijkt ook uit de diverse activiteiten en evenementen die de vereniging organiseert, zoals familiedagen, toernooien en feestavonden. De vereniging heeft een grote jeugdafdeling en werkt actief aan het promoten van korfbal onder de jeugd in Amerongen en omgeving.
In februari 2020 werd de D1 verkozen tot sportploeg van het jaar in de Gemeente Utrechtse Heuvelrug. Dit was een belangrijke erkenning voor de inzet en prestaties van de jonge spelers en hun coaches.
Naast de sportieve successen, is Hemur Enge ook maatschappelijk betrokken. De vereniging neemt deel aan lokale initiatieven en werkt samen met andere sportclubs en organisaties in de regio om sport en beweging te stimuleren.
Vanaf voorjaar 2025 kan de Amerongse korfbalvereniging beschikken over haar eigen kunstgrasveld en hoeft het veld niet meer te worden gedeeld met de hockeyclub. Dit nieuwe veld biedt de mogelijkheid om nog beter en efficiënter te trainen en wedstrijden te spelen, wat bijdraagt aan de verdere groei en ontwikkeling van de vereniging.

## Oorsprong van de naam
De naam Hemur Enge is afgeleid van het oude woord Hemur of Amer, wat rivier of lopend water betekent. Voordat de naam Amerongen voor het eerst omstreeks 1126 werd gebruikt, heette de toenmalige agrarische nederzetting Hemur Enge, hetgeen “Aan de rivier” zou betekenen. 
Binnen de gemeenschap Amerongen zijn veel verwijzingen terug te vinden naar deze historische naam, met als hoogtepunt de naam van de korbalvereniging.

## osv Amerongen
Hemur Enge werkt vanaf augustus 2020 samen met DVSA en VVH in osv Amerongen. Tijdens het voorjaar van 2020 hebben de besturen van DVSA en Hemur Enge hun leden geraadpleegd voor een intensieve samenwerkingen tussen beide verenigingen. Dit is met een overwegende meerderheid aangenomen. Binnen osv Amerongen hebben alle verenigingen hun eigen bestuur en verantwoordelijkheid.
Per 1 augustus 2020 hebben de verenigingen hun intrek genomen in hetzelfde clubhuis en zijn de besturen samengevoegd en is VVH opgericht als aanwinst voor de regio. In het voorjaar van 2024 is besloten om het clubgebouw van Hemur Enge weer in gebruik te nemen om zo de eigen korfbal-identiteit te kunnen behouden.